# イェス (モンゴル人)
イェス（モンゴル語: Yesü、? - ?）は、大元ウルスに仕えた将軍の一人。主に元末の混乱期には紅巾の乱討伐、元末明初には明軍との戦闘で活躍した事で知られる。
『元史』などの漢文史料における漢字表記は也速（yěsù）。

## 概要

### 淮河流域への出鎮
イェスの出自や来歴については記録がないが、ケシクテイ（宿衛）を経て宜政院参議に任命され、中央の高官となっている。1354年（至正14年）、紅巾の乱の一派である芝麻李が徐州を拠点としたため、これを討伐すべく出陣したトクトの軍団にイェスも加わった。徐州の城壁は強固でなかなか陥落しなかったため、トクトは巨石を砲弾として撃ち込む一方、イェスを別動隊として南の城壁を攻めさせた。イェスが南の外城を突破したことで遂に徐州は陥落し、賊は遁走した。この功績により、イェスは同知中政院事に任命されている。その後、太尉オチチェル率いる軍団に属して淮西方面に進み、安豊を包囲している反乱軍を攻撃しようとした。淮河を渡ろうとしたものの船がなかったため、イェスらは馬に浅瀬を探らせて渡河し、驚いた反乱軍は潰走して安豊は解放された。その後も濠州を奪取し、中央に帰還した後は院使に任命された。
その後、再びオチチェルとともに淮東方面に進出し、淮南行枢密院副使、ついで同知枢密院事の地位に任じられた。イェスは賊を海州で討伐したが、賊の一部は山東半島に逃れて健在であった。そこでイェスは賊が北上するであろうことを予想し、先に北方に先回りして迎え撃ち、山東地方の滕州・兗州・費県・鄒県・曲阜県・寧陽県・泗水県一帯を回復した。それからほどなく、泰安州・平陰県・肥城県・萊蕪県・新泰県も奪取して平安水寨などの寨を平定した。これらの功績によりイェスは枢密院の長官、知枢密院事に任じられた。この頃、蒲台の賊の杜黒児を討伐して京師で磔にし、東昌の賊が陵州に進出してきた時には景州でこれを破った。阜城県を回復した後には詔を受けて単家橋に駐屯し、賊が北上するのを防いだ。賊が長蘆を攻めたことを聞くとイェスは出陣し、左手を矢で射られながらも賊軍を破り、500人余りを殺して馬3000匹を奪ったという。
その後、中書平章政事に任命されたが、すぐに淮南行省に改められた。この頃雄州・蔚州で賊が蜂起したが、イェスによってすぐに平定された。また、知枢密院事の劉カラ・ブカが懐来・雲州を略奪して乱をなしたことが問題となると、イェスは軽騎を率いてこれを撃滅し、投降した兵たちを配下に組み込んだ｡ 

### 遼陽地方への出鎮

1358年頃の状勢。紅巾の乱勢力（Sung=宋）は河南地方から興って遼東地方まで進出した。

次に、賊が遼東地方の大寧を陥落させたとの報が入ると、イェスは命を受けてこれを討伐すべく出陣し、侯家店に駐屯する賊軍を補足した。イェスは賊軍を破ったものの首魁は散開して逃れたため、イェスは別動隊を派遣してこれを包囲殲滅し、遂に大興を解放した。イェスは賊の首領の湯通・周成ら35人を捕らえて都市で磔とし、この功績により金紫光禄大夫・知枢密院事に任命された。
また、賊の雷テムルブカ・程思忠らが永平を陥落させると、イェスに討伐が命じられ、イェスはまず灤州・遷安県を奪還した。この頃、遼東地方の郡県は永平のみが兵乱の影響を受けておらず、備蓄食料等も豊富であったため、賊が改修を施した永平は堅城となっていた。そこでイェスは力攻めをせず城外に大営を築き、周辺の要塞を先に平定する策に出た。昌黎・撫寧の2県を陥落させた際には首魁の一人を捕虜とすることに成功し、雷テムルブカは京師に送られた。追い詰められた永平の賊は遂に参政のチェリク・テムルに投降を申し出、朝廷の判断により賊は許されイェスは包囲を解いて帰還することになった。しかし、イェスは賊が再び蜂起することを予想して警戒を厳重にするように命じており、果たして程思忠は城を棄てて瑞州に逃れたが、すぐに発見されて捕獲・処刑されたという。これによって賊は更に東方に逃れ、詔を受けてイェスは中央に戻った。
その後、遼陽行省左丞相・兼知行枢密院事に昇進となり、引き続き永平を拠点として兵を統べた。金州・復州・海州・蓋州・乾州では賊が蜂起し、海路より永平を攻め落とさんと窺っていたが、イェスがいることを知ると断念したという。イェスに進撃を阻まれた賊は矛先を転じて大寧に向かい、守将の王聚は敗れて軍団は西方に敗走した。イェスは賊軍が上都を窺うのを憂慮し、配下の右丞忽林台を上都の援護に派遣した。果たして賊軍は上都に攻め入ったものの、後方から至った忽林台の軍団が軍を打ち破ることに成功した。これによってはじめて永平・大寧一帯は安定し、感謝した民は勲徳を称える石碑を立てたという。

### ボロト・テムルとの対立

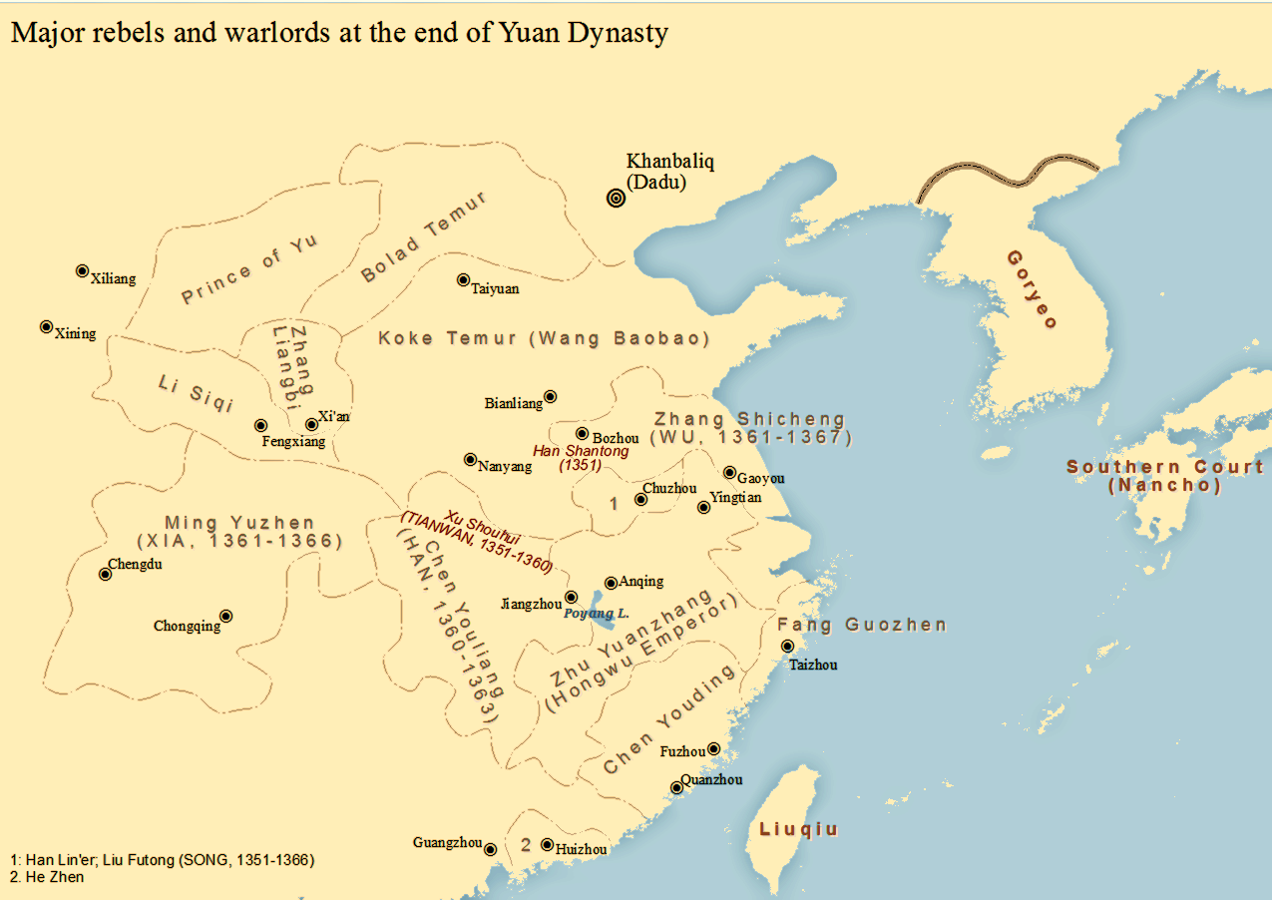
元末明初の諸勢力。ボロト・テムルの勢力圏は地図上部にBolad temurとして示されている。

1364年（至正24年）、山西で軍閥を率いるボロト・テムルは右丞相チョスゲン・宦官朴ブカと対立し、兵を挙げて両者を捕らえるクーデターを起こし、これに伴いイェスも中書左丞相に任じられた。同年7月にボロト・テムルは兵を一部大同に残して自らも京師に向かい、ボロト・テムルと政治的に対立していた皇太子アユルシリダラは首都を出て清河で兵を統べた。イェスはアユルシリダラより昌平でボロト・テムルを撃退するよう命じられたものの、もとよりモンゴル人同士の内戦に士気はなく、戦わずして潰走した。イェスの敗走によってアユルシリダラは太原に逃れ、ウカアト・カアンと首都圏を掌握したボロト・テムルは中書右丞相を称した。
1365年（至正25年）、太原に逃れた皇太子はココ・テムルと組み、甘粛・嶺北・遼陽・陝西各省の王侯の兵を糾合してボロト・テムルに反転攻勢をかけた。ボロト・テムルは配下の御史大夫トゲン・テムルに皇太子に味方する上都及びモンゴル高原の兵を北方で、またイェスにはココ・テムル配下の竹貞・貊高らを南方で防ぐようそれぞれ命じた。イェスは良郷に至った所で配下に今後の方針について諮り、ボロト・テムルは狂悖にして国家を危うくしていると結論付け、イェスは根拠地である永平に帰還することを決めた。
永平に戻ったイェスは西方のココ・テムルや東方の国王エセン・ブカと結び、四方を敵に囲まれたボロト・テムルは配下の同知枢密院事姚バヤン・ブカをイェス討伐のため派遣した。姚バヤン・ブカ軍は通州を過ぎた所で白河が氾濫したために進軍できなくなり、保塁を築いてイェスを待ち構えた。しかし姚バヤン・ブカはイェスを無謀な人物と軽んじており、姚バヤン・ブカが不用心であることを見て取ったイェスは敵軍を急襲し、大勝利を得て姚バヤン・ブカを捕虜とした｡ ボロト・テムルは自軍が壊滅することを恐れ、自ら軍を率いてイェスを討伐せんと出陣したが、同じく通州に至ったところで大雨が続き結局は戦わずして帰還した。保安と姚バヤン・ブカがボロト・テムル配下の有力将軍であったが、保安はボロト・テムルに不服従であったことを理由に処刑され、また姚バヤン・ブカがイェスに敗れたことでボロト・テムルは信頼のおける部下を失い、遂に没落するに至った。

### 元明交替

1365年頃の状勢。朱元璋はボロト・テムル一派と皇太子一派が内戦を繰り広げていた頃に勢力を拡大し、1367年に張士誠（Wu=呉国）を滅ぼして江南を統一した。

モンゴル人どうしが内戦を繰り広げる一方、南方では応天府（現在の南京）に拠る朱元璋が江南一帯を統一しつつあり、1364年（至正24年）には呉王を称するに至った。一方、イェスは1366年（至正26年）4月6日（丁巳）に徐州を回復している。
1367年（至正27年）、イェスは中書右丞相に任じられた上で山東方面に派遣されたが、1368年（至正28年/洪武元年）正月には皇帝に即位した朱元璋が大軍団を大都に向けて派遣した。同年2月25日（丙寅）、明軍と衝突したイェス軍は大敗を喫し、80里に渡って追撃を受けた上、配下の枢密院判トゴン及び軍士数百人が捕虜となった。
山東地方から撤退したイェスは配下のカラジャン・田勝・周達らとともに莫州で最期の防衛戦を築いたが、明軍の総大将徐達は直沽で海舟七艘を手に入れるとこれで浮き橋を作り、また副将の常遇春は別働隊を築いて水路より進軍した。水陸双方から攻め立てられたイェスは明軍の侵攻を支えきれず、7月23日には敗走してしまった。イェスの敗走によって檀州・順州・会州・利州・大興は次々と明軍に投降し、遂に明軍はウカアト・カアンの拠る大都を射程に収めた。
7月28日に開かれた御前会議で、ウカアト・カアンは「イェスは既に敗れ、ココ・テムルは遠く太原にあり、どこに援兵を待てばよいのか?」と述べており、イェスの敗北が決定打となってウカアト・カアンは大都の放棄を決意するに至った。中国史上ではウカアト・カアンの大都放棄を以て「元朝の滅亡」とするが、この時点では大元ウルス朝廷はなお健在であり、引き続きモンゴル・明朝の戦闘が繰り広げられた。

### 北元時代
ウカアト・カアンが大都を放棄した翌日の7月29日にイェスは本部の兵を率いてウカアト・カアンの下に赴き、8月5日に皇帝の下に至ったイェスは大都が失陥したことを報告した。同月7日、イェスは改めて中書左丞相に任じられ、イェスが15日に上都に滞在するウカアト・カアンに献上した幣二万匹・糧五千石は皇帝一行が自存する大きな助けとなった。11月1日には梁王・太保の地位を与えられている。この頃、イェスは紅羅山に駐屯していたが、紅羅山は上都の東南、すなわち明軍によって陥落した大都と上都の間にあり、紅羅山のイェスは上都にいるウカアト・カアンにとって「藩籬」であった。
1369年（至正29年/洪武2年）に入るとモンゴル朝廷は反転攻勢を計画し、イェスは1月21日に命を受けて全寧州に駐屯した。2月15日、4万の軍団を率いたイェスは通州を攻めたが、守将の曹良臣は千人に満たない寡兵ながらこれをよく防ぎ、また赤幟と鉦鼓を持たせた別働隊を出すことで援軍が来たように見せかけたため、イェスは撤退した。通州の奪取にこそ失敗したものの、明軍に反撃に出たことが評価されてイェスは龍衣・御酒を下賜された。
同年4月1日、イェスは再びコンコ・テムルとともに大都奪還のため派遣されたが、明軍の側でも早くからイェスの動向を掴んでおり、同月6日にイェスは灤州で敗北を喫した。
敗退したイェスは全寧に駐屯していたが、今度は常遇春率いる明軍10万が北上を始め、同年6月5日に敗北したイェスは大帽山まで退却した。この敗報は2日後の6月7日にウカアト・カアンの下に届けられ、ウカアト・カアンは上都をも放棄して応昌に逃れることを決めている。一方、常遇春率いる明軍は大興州でも勝利を収め、遂に6月17日には上都を占領するに至った。イェスは同年9月25日に紅羅山に退却した後、12月12日には威定王に報ぜられている。
11月16日、洪武帝はもと元の平章であった長寿らをイェスの下に派遣し、以下のように呼びかけた。
この洪武帝からイェスに宛てた書簡は、イェスを明朝に降らせるためのものであるとはいえ、この頃のイェスの置かれた状況、評価をよく物語るものである。
1370年（至正30年/洪武3年）のウカアト・カアンの没後、イェスも間もなく没したと見られるが、その晩年については記録がない。